# Team 4
Team 4 (ab 1967: Thomas Natschinski und seine Gruppe) war eine deutsche Beatband, welche die Entwicklung der Rockmusik in der DDR wesentlich beeinflusste. Die Pionierleistung der Band bestand darin, als erste Rockband der DDR ausschließlich deutschsprachige Titel in einer hohen Qualität produziert und damit die Akzeptanz der Rockmusik in den Augen der Partei- und Staatsfunktionäre befördert zu haben.

## Bandgeschichte
Die Band wurde im Zuge der Beatlemania, die auch vor den Grenzen der DDR nicht Halt machte, im September 1964 gegründet und kurze Zeit später von der Rundfunkredakteurin Marianne Oppel entdeckt und gefördert. Alle Bandmitglieder waren Autodidakten. Von der Musik der Beatles inspiriert, begannen sie deren Musik nachzuspielen. Wie alle „Gitarrengruppen“ (DDR-Sprachgebrauch) in der DDR, hatten sie mit ungenügender Ausrüstung zu kämpfen und waren auf Improvisation und Erfindergeist angewiesen. So arbeitete die Band bei ihren ersten Auftritten mit einem Röhrenradio „Beethoven Super“ als Verstärker für die Bassgitarre.
Heimstatt der Band war der Jugendklub in der Gutenbergstraße in Berlin-Köpenick. Das erste Konzert fand am 27. März 1965 statt. Die Band entwickelte einen eigenständigen Musikstil und produzierte deutschsprachige Eigenkompositionen von Natschinski mit Texten von Hartmut König beim DDR-Rundfunk. Das stellte ein Novum in der Entwicklung der DDR-Rockmusik dar und wurde von den Kulturfunktionären in der DDR als ein richtiger Schritt hin zur Entwicklung einer eigenständigen sozialistischen Tanzmusik gewertet. Als erste Rockband der DDR lief die Band Gefahr, wegen ihres eigenständigen Weges politisch vereinnahmt zu werden. Am 10. September 1965 trat die Band als eine der ersten Beatbands in der Jugendsendung „Basar“ des DDR-Fernsehens auf und im gleichen Jahr wurden mehrere Singles beim DDR-Label Amiga eingespielt, die jedoch erst in den Folgejahren veröffentlicht wurden. Die mit dem 11. Plenum des Zentralkomitees der SED eingeleitete Wende in der Kulturpolitik der DDR führte für die Band zu Restriktionen, so dass Team 4 1967 in Thomas Natschinski und seine Gruppe umbenannt wurde. Die Gruppe löste sich auf, nachdem das Album Wir über uns erschienen und Natschinski zur Armee einberufen worden war. Nachfolger wurde die Band Brot & Salz.

## Diskografie

### Singles
- 1966: Lied von den Träumen / Lied von uns (Amiga)
- 1966: Die Straße / Ich zeige den Weg (Amiga)
- 1966: Frank Schöbel und Team 4: Es gibt nicht nur dich / Wahrheit (Amiga, für den DEFA-Film Hochzeitsnacht im Regen)
- 1967: Ich hab ihr ins Gesicht gesehen / Der Abend ist gekommen (Amiga)
- 1969: Mokka-Milch-Eisbar / Hab Ich – hast Du – haben Wir (Amiga)

### LPs
- 1968: Die Straße (Amiga)
- 1970: Geschichten (Amiga)
- 1972: Wir über uns (Amiga)